# Мера, Хуан Леон
Хуа́н Лео́н Ме́ра Марти́нес (исп. Juan León Mera Martínez; 28 июня 1832 года, Амбато — 13 декабря 1894) — эквадорский писатель, журналист, критик, политический деятель и писатель-сатирик
.
Мера известен как отец эквадорской литературы, главным образом за роман Cumandá (1879), а также как автор национального гимна Эквадора.

## Биография
Хуан Леон Мера Мартинес родился 28 июня 1832 года в городе Амбато (Эквадор) в семье предпринимателя Антонио Гомеса Мера. В детстве отец бросил семью и воспитание Мера взяла на себя молодая мама Джозефа Мартинес. Помощь семье также оказывала бабушка, которая обеспечивала семью продуктами питания. 

В 20 лет отправился в город Кито, с целью брать уроки у знаменитого художника Антонио Саласа. Рисовал в основном маслом. 

В возрасте 33-х лет, вместе с композитором Антонио Нойманом, создал национальный гимн Эквадора.
Умер Мера 13 декабря 1894 года. Сегодня в Амбато существует дом-музей писателя.

### Работы
В 1854 году он опубликовал свои первые стихи в журнале «Демократия».
Произведение Cumandá, написанное 1879 года, принесло наибольшую славу Хуану Леону.

Этот роман о подпольной любви между молодой женщиной из амазонских племен и сыном испанского доминиканского монаха. Их отношения обречены не только потому, что против отец девочки, но и потому, что в конечном итоге выяснилось, что пара является братом и сестрой. Мера выступает за мирную ассимиляцию коренных народов, с помощью религии и любви. Роман широко преподается в эквадорских начальных и средних школах и считается одним из самых важных достижений девятнадцатого века в латиноамериканской литературе.

### Политическая карьера
Хуан Леон был не только писателем и художником, но и политическим консерватором и последователем Габриэля Гарсии Морено. Он был губернатором провинции Котопакси, секретарем Государственного совета, сенатором и президентом Сената и Национального Конгресса.

## Творчество

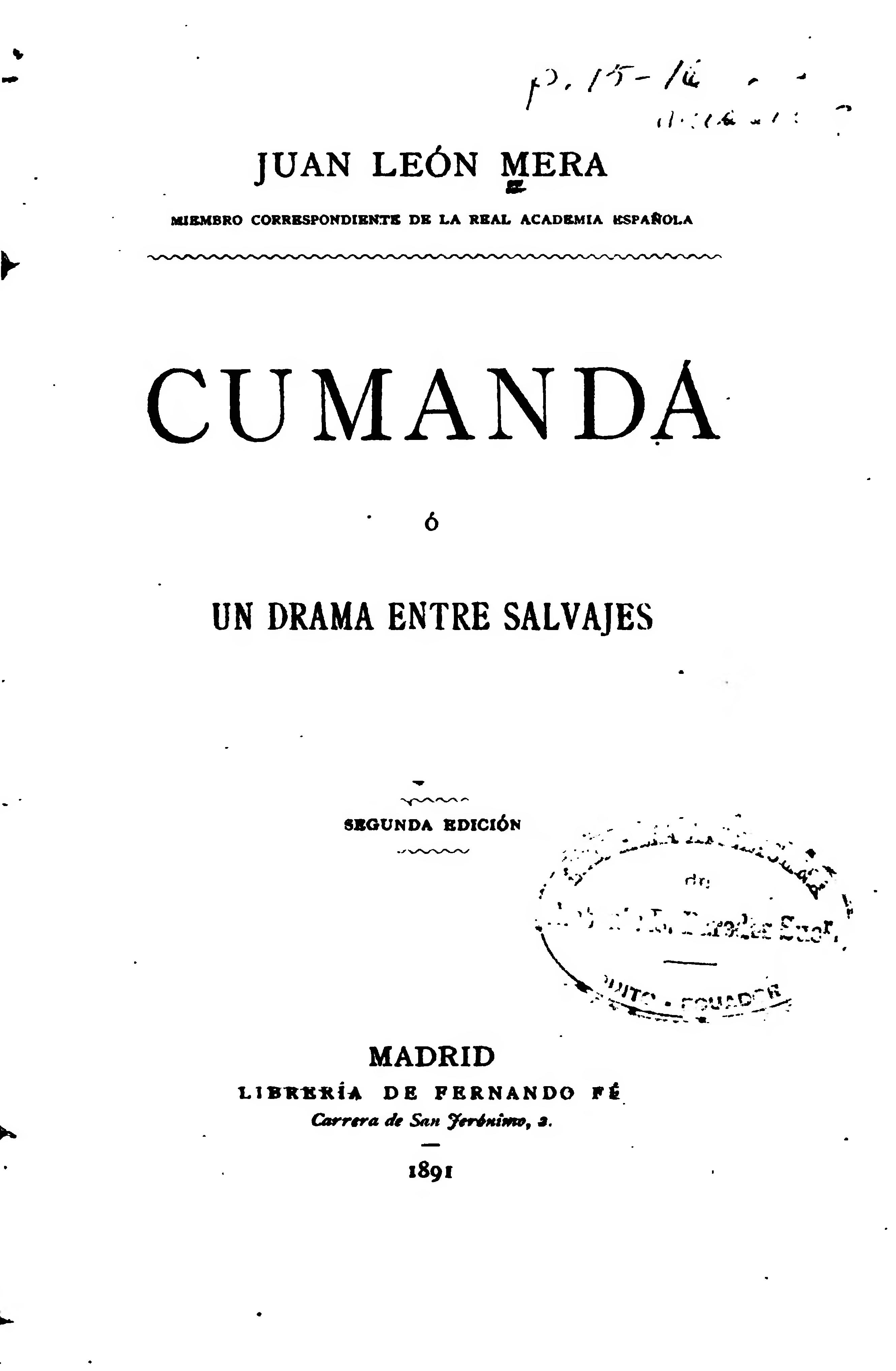

| Год публикации | Название                                                   |
| -------------- | ---------------------------------------------------------- |
| 1857           | Fantasías                                                  |
| 1857           | Afectos íntimos                                            |
| 1858           | Melodías indígenas                                         |
| 1858           | Poesías                                                    |
| 1861           | La virgen del sol                                          |
| 1865           | Himno Nacional del Ecuador                                 |
| 1868           | Ojeada histórico-crítica sobre la poesía ecuatoriana       |
| 1872           | Los novios de una aldea ecuatoriana                        |
| 1875           | Mazorra                                                    |
| 1879           | Cumandá o un drama entre salvajes                          |
| 1883           | Los últimos momentos de Bolívar                            |
| 1884           | La dictadura y la restauración de la República del Ecuador |
| 1887           | Lira ecuatoriana                                           |
| 1889           | Entre dos tías y un tío                                    |
| 1890           | Porqué soy cristiano                                       |
| 1892           | Antología ecuatoriana: cantares del pueblo                 |
| 1903           | Tijeretazos y plumadas                                     |
| 1904           | García Moreno                                              |
| 1909           | Novelitas ecuatorianas                                     |